# Vincent Feugère des Forts

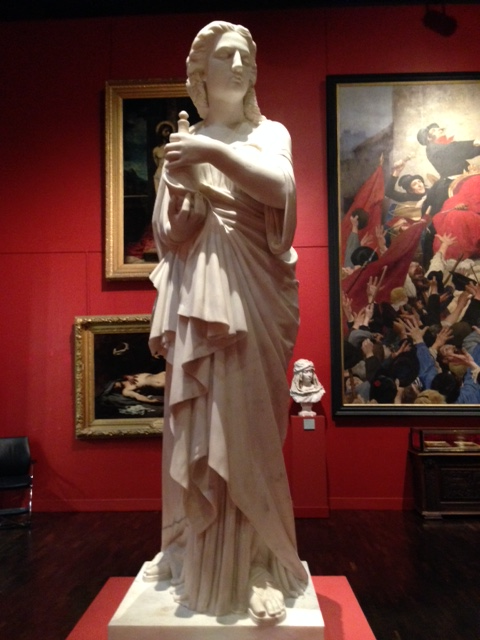
Sainte Madeleine, 1860, marbre, Orléans, musée des Beaux-Arts.

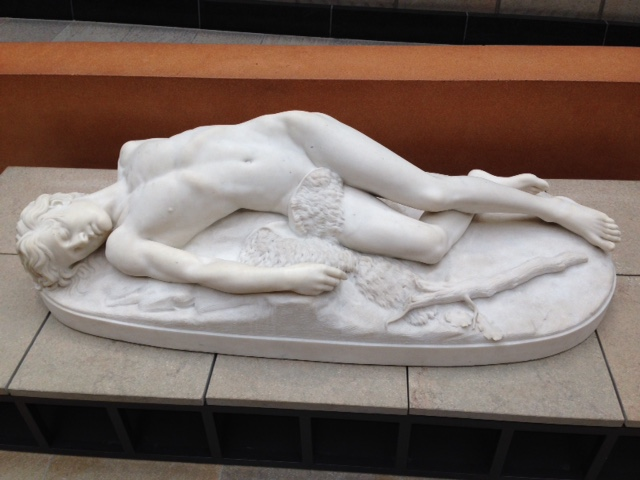
Abel mort, 1866, marbre, Paris, musée d'Orsay.

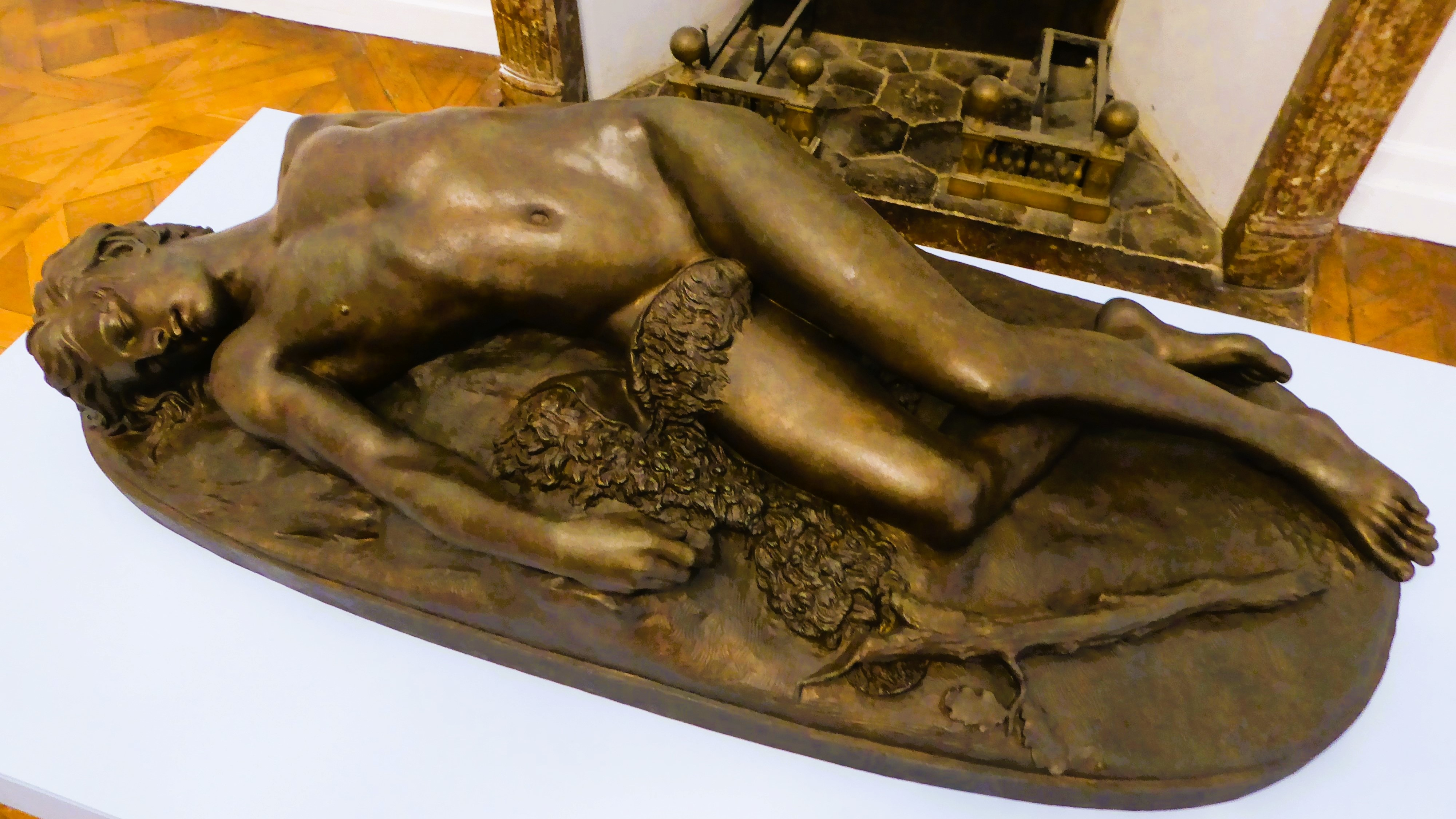
La mort d'Abel, 1892, bronze Chartres, musée des Beaux-arts.

Vincent Émile Feugère des Forts (né à Paris le 17 novembre 1825, mort dans la même ville en mars 1889) est un sculpteur-statuaire français.

## Famille
Vincent Émile Feugère des Forts est né dans une famille d'ancienne bourgeoisie originaire du Lyonnais, établie en Beauce au XVIIIe siècle, issue de Nicolas Feugère (mort vers 1782), écuyer attaché au service du roi, au Château de Versailles. Joachim Jacques Feugère des Forts (mort vers 1827), était officier de cavalerie, bourgeois de Nonvilliers-Grandhoux, (Eure-et-Loir). Paul Feugère des Forts (1822-1882), était juge au tribunal de la Seine, conseiller à la Cour d'Appel de Paris. Philippe Feugère des Forts (1865-1940) était archiviste-paléographe, archéologue, inspecteur divisionnaire de la Société française d'archéologie pour la Picardie, la Flandre et l'Artois.
Vincent Émile Feugère des Forts est le fils de Joachim Jacques Feugère des Forts, et de Marie-Thérèse-Elisabeth Jacquot Chennevières.

## Carrière
Il se destine tôt à l'art de la sculpture. Élève de François-Joseph Heim et du sculpteur Jehan Du Seigneur, il débute au Salon en 1849 (il y présente le plâtre du Denier de la veuve, dont il exposera le marbre en 1852 et à l'exposition universelle de 1855), et expose assez régulièrement jusqu'en 1870. 
Il sculpte vers 1853 deux bas-reliefs représentant saint Jean et saint Mathieu, pour la chapelle de l'hôpital Lariboisière à Paris, et réalise le groupe du Calvaire pour la chapelle du Calvaire dans l'église Saint-Jacques-Saint-Christophe de la Villette.
Il triomphe au Salon de 1864 en présentant le plâtre de son Abel mort, pour lequel il reçoit une médaille, avant de présenter le marbre au Salon de 1866 (Paris, musée d'Orsay). Un exemplaire en bronze de 1892 est offert en 1893 par Mme Feugère des Forts au musée des Beaux-Arts de Chartres. Une fonte en bronze de l'Abel se trouvait à la fin du XIXe siècle au château des Forts, près d'Illiers-Combray (Eure-et-Loir)[réf. souhaitée].
Il est de nouveau médaillé aux salons de 1865 et 1867 (pour le plâtre puis le marbre de son Chevrier) ainsi qu'à l'Exposition universelle de 1867.

## Liste des œuvres
- Sainte Madeleine, 1861, marbre, Orléans, musée des Beaux-Arts ;
- Chevrier, 1865, plâtre, Orléans, musée des Beaux-Arts ;
- Abel mort, 1866, marbre, Paris, musée d'Orsay ;
- Chevrier, 1867, marbre, Lille, Palais des Beaux-Arts ;
- La mort d'Abel, bronze fondu en 1892 d'après un plâtre de 1864, Chartres, musée des Beaux-Arts, don de Mme Feugère des Forts en 1893, (inv. 5701)[2] ;
- Buste de Beethoven, Châlons-en-Champagne, musée des Beaux-Arts et d'Archéologie.